# Quentin Willson
Quentin Willson, född 23 juli 1957 i Leicester, är en brittisk programledare och motorjournalist.
Willson började som programledare på BBC:s  ursprungliga Top Gear 1991. Sedan det formatet stoppats 2001 flyttade han, tillsammans med kollegorna Vicki Butler-Henderson och Tiff Needell, till Channel Five 2002 för att leda motorprogrammet Fifth Gear. Utöver sin medverkan i flera brittiska motortidskrifter har Willson skrivit bilrelaterade böcker.
Willson har även propagerat aktivt för övergången till elbilar.